# 수학적 모델

M에 대한 상태도.

수학적 모델(數學的- , mathematical model), 수학 모델(數學- ), 수리 모델(數理- )은 수학적 개념과 언어를 사용한 시스템의 서술이다. 수학적 모델을 개발하는 과정은 수학적 모델링이라고 한다. 비(非) 수학적 대상을 연구하면서 그에 대한 수학적 모델을 세워서 연구하는 방법은 넓은 범위의 학문에서 아주 중요하게 자리잡았다. 수학적 모델링은 과학(물리학, 생물학, 지구과학, 기상학 등), 공학(기계공학, 제어공학, 컴퓨터 과학, 인공지능 등), 인문사회학(분석철학, 언어학, 경제학, 정치학, 심리학, 등)에 사용된다. 음악 이나 미술 등의 예술에서도 수학적 모델을 세우는 일이 종종 있다. 물리학자, 엔지니어, 통계학자, 운용 과학 분석가, 경제학자들은 수학적 모델을 아주 광범위하고 중요하게 사용한다. 수학적 모델은 시스템을 설명하는 것과 다른 구성 요소들의 영향도에 대한 연구를 도와주고 행위에 대한 예측을 가능케 한다.

## 수학적 분류
수학적 모델들은 보통 관계와 변수로 이루어진다. 관계는 연산자에 의해 기술된다. 변수는 시스템 매개변수를 추상화한 것으로 양자화된다. 일부 분류 기준은 자신의 구조에 따라 수학적 모델을 위해 사용될 수 있다:
- 선형, 비선형 : 수학적 모델의 모든 요소가 선형성을 보인다면, 그 결과로 만들어지는 수학적 모델은 선형적이라고 정의된다. 반대로, 한 모델은 비선형적이라고 간주될 수도 있다. 선형성과 비선형성의 정의는 맥락에 의존적이며, 선형적 모델도 비선형적인 표현을 가지고 있을 수 있다.
- 명시적, 암묵적
- 비연속적, 연속적
- 결정적, 확률 과정
- 연역적, 귀납적, 유동적

## 같이 보기
- 음악이론
- 테셀레이션
- 게임이론
- 수리물리학
- 수리생물학
- 수리언어학
- 전산언어학
- 수리경제학
- 수리화학
- 분석철학
- 인공지능
- 비트겐슈타인
- 에이전트 기반 모델링
- 컴퓨터 시뮬레이션
- 개념적 모형
- 수리심리학
- 수리사회학
- 역문제